# Ezequiel Mosquera
Ezequiel Mosquera Miguez (Cacheiras-Teo, Galicië, 19 november 1975) is een Spaans voormalig wielrenner.
Mosquera begon zijn profcarrière in 1999 bij de Portugese ploeg Paredes Rota dos Moveis, waar hij tot 2002 bleef. In zijn laatste jaar bij Paredes boekte hij de grootste overwinning uit zijn carrière tot nu toe, de Clássica da Primavera. In 2003 reed hij bij de eveneens Portugese ploeg Cantanhede - Marques de Marialva en ook in 2004 kwam hij uit voor een Portugese ploeg, Carvalhelhos-Boavista ditmaal. In 2005 werd Mosquera een van de kopstukken van de Kaiku-ploeg en een jaar later werd Comunidad Valenciana zijn werkgever.
Sinds 2007 kwam Ezequiel Mosquera uit voor de nieuwe ploeg Karpin-Galicia. Voor deze ploeg mocht hij deelnemen aan de Ronde van Spanje. Daar werd hij een van de revelaties, Mosquera eindigde in het eindklassement op de 5e plaats. In 2008 deed hij nog beter met een vierde plek in het eindklassement. In 2009 eindigde Mosquera, net als in 2007, als vijfde in de Ronde van Spanje. Een jaar later leek hij het nog beter te doen met een tweede plaats in die ronde. Anderhalve week later werd echter bekend dat hij tijdens de Vuelta van 2010 is betrapt op het gebruik van HES, een middel dat bloeddoping maskeert. Mosquera ontkende doping te hebben gebruikt.
Tussen het eind van de Vuelta en het bekend raken van de positieve test werd bekend dat hij een contract had getekend om in 2011 te rijden voor het Nederlandse Vacansoleil. De ploeg hoopte met deze transfer haar aanvraag voor deelname aan de UCI World Tour 2011 meer kracht bij te zetten om zo eindelijk te kunnen deelnemen aan de grote wielerrondes. Wegens het lopende dopingonderzoek reed Mosquera in 2011 geen enkele wedstrijd voor zijn nieuwe werkgever. In december 2011 werd hij door de Spaanse wielerbond voor twee jaar geschorst wegens het gebruik van het middel HES. Hierop werd hij door Vacansoleil ontslagen. Na een lange juridische strijd werd hij in januari 2015 alsnog vrijgesproken door het Spaanse Nationaal Gerechtshof.

## Belangrijkste overwinningen
2002
- Classica da Primavera

2005
- 3e etappe Ronde van Rioja

2008
- 1e etappe Clásica Alcobendas
- Eindklassement Clásica Alcobendas

2009
- 5e etappe Ronde van Burgos

2010
- 20e etappe Ronde van Spanje

## Resultaten in voornaamste wedstrijden
| Jaar | Ronde van Italië | Ronde van Frankrijk | Ronde van Spanje |
| ---- | ---------------- | ------------------- | ---------------- |
| 2005 |                  |                     |                  |
| 2006 |                  |                     |                  |
| 2007 |                  |                     | 5e               |
| 2008 |                  |                     | 4e               |
| 2009 |                  |                     | 5e               |
| 2010 |                  |                     | ↑ (1)            |

| Jaar | Clásica San Sebastián |  | WK op de weg |  | Wereldranglijsten |
| ---- | --------------------- |  | ------------ |  | ----------------- |
| 2005 | 89e                   |  |              |  |                   |
| 2006 |                       |  |              |  |                   |
| 2007 |                       |  |              |  |                   |
| 2008 |                       |  | opgave       |  |                   |
| 2009 |                       |  |              |  | 52e (UWK)         |
| 2010 | 33e                   |  |              |  | 31e (UWK)         |